# Physalis neomexicana
Physalis neomexicana là loài thực vật có hoa trong họ Cà. Loài này được Rydb. miêu tả khoa học đầu tiên năm 1895.